# Portunikowate
Portunikowate (Portunidae) – rodzina skorupiaków dziesięcionogich z infrarzędu krabów.

## Opis
Kraby te mają grzbietobrzusznie spłaszczony, zwykle szerszy niż dłuższy karapaks o kształcie poprzecznie owalnym, prawie prostokątnym lub sześciokątnym i słabo zaznaczonym podziałem na regiony. Zwykle region epibranchialny karapaksu jest wygięty łukowato w przód. Brzeg frontalny karapaksu może być prosty, płatowaty, T-kształtny lub kolczasty, zaś brzegi przednio-boczne mogą mieć od zera do dziewięciu kolców. Większość gatunków ma na endopoditach pierwszej parzy szczękonóży płaty zwane z ang. portunid lobe. Parę odnóży wyposażoną w szczypce cechuje zwykle tęga budowa, a same szczypce mają często kile i kolce. Z wyjątkiem Carupinae piąta para pereiopodów ma wiosłowate daktylopodity. Szwy między sternitami są niekompletne. Samce mają widoczny od spodu sternit ósmy oraz tylno-bocznie przedłużone episternity siódme.

## Systematyka
Systematyka rodzajów współczesnych wg World Register of Marine Species przedstawia się następująco:
- podrodzina: Caphyrinae Paul'son, 1875
  - Caphyra Guérin, 1832
  - Coelocarcinus Edmondson, 1930
  - Lissocarcinus Adams & White, 1849
- podrodzina: Carupinae Paul'son, 1875
  - Carupa Dana, 1851
  - Catoptrus A. Milne-Edwards, 1870
  - Kume Naruse & Ng, 2012
  - Laleonectes Manning & Chace, 1990
  - Libystes A. Milne-Edwards, 1867
  - Pele Ng, 2011
  - Richerellus Crosnier, 2003
- podrodzina: Lupocyclinae Alcock, 1899
  - Lupocycloporus Alcock, 1899
  - Lupocyclus Adams & White, 1849
- podrodzina: Podophthalminae Dana, 1851
  - Euphylax Stimpson, 1860
  - Podophthalmus Lamarck, 1801
  - Vojmirophthalmus Števčić, 2011
- podrodzina: Portuninae Rafinesque, 1815
  - Achelous De Haan, 1833
  - Arenaeus Dana, 1851
  - Atoportunus Ng & Takeda, 2003
  - Callinectes Stimpson, 1860
  - Carupella Lenz in Lenz & Strunck, 1914
  - Cavoportunus T. S. Nguyen & Ng, 2010
  - Cycloachelous Ward, 1942
  - Lupella Rathbun, 1897
  - Portunus Weber, 1795
  - Sanquerus Manning, 1989
  - Scylla De Haan, 1833
- podrodzina: Thalamitinae Paul'son, 1875
  - Charybdis De Haan, 1833
  - Cronius Stimpson, 1860
  - Thalamita Latreille, 1829
  - Thalamitoides A. Milne-Edwards, 1869